# Тийи-сюр-Сёль
Тийи́-сюр-Сёль (фр. Tilly-sur-Seulles) — коммуна во Франции, находится в регионе Нижняя Нормандия. Департамент коммуны — Кальвадос. Входит в состав кантона Тийи-сюр-Сёль. Округ коммуны — Кан.
Код INSEE коммуны — 14692.

## Население
Население коммуны на 2010 год составляло 1537 человек.
| 1962 | 1968 | 1975 | 1982 | 1990 | 1999 | 2010 |
| ---- | ---- | ---- | ---- | ---- | ---- | ---- |
| 874  | 973  | 1064 | 1092 | 1252 | 1251 | 1537 |

## Экономика
В 2010 году среди 941 человека трудоспособного возраста (15—64 лет) 710 были экономически активными, 231 — неактивными (показатель активности — 75,5 %, в 1999 году было 70,0 %). Из 710 активных жителей работали 647 человек (319 мужчин и 328 женщин), безработных было 63 (30 мужчин и 33 женщины). Среди 231 неактивной 71 человек были учениками или студентами, 110 — пенсионерами, 50 были неактивными по другим причинам.